# Never Breathe What You Can’t See
Never Breathe What You Can’t See – szesnasty album studyjny zespołu The Melvins nagrany wraz z wokalistą zespołu Dead Kennedys Jello Biafra wydany w 2004 roku przez firmę Alternative Tentacles.

## Lista utworów
1. "Plethysmograph" (Muzyka: Biafra) – 4:49
2. "McGruff the Crime Dog" – 4:18
3. "Yuppie Cadillac" (Muzyka: Biafra) – 4:31
4. "Islamic Bomb" (Muzyka: Biafra) – 6:19
5. "The Lighter Side of Global Terrorism" – 4:35
6. "Caped Crusader" (Muzyka: Biafra, Osborne) – 6:08
7. "Enchanted Thoughtfist" – 4:18
8. "Dawn of the Locusts" – 5:12

## Twórcy
- Jello Biafra – wokal,
- Dale Crover – perkusja, instrumenty perkusyjne, gitara
- Buzz Osborne – wokal, gitara
- Kevin Rutmanis – gitara basowa, slide gitara basowa

### Muzycy sesyjni
- Adam Jones – gitara
- Tom 5 – dodatkowy wokal
- John The Baker – dodatkowy wokal
- Adrienne Droogas – dodatkowy wokal
- Wendy-O-Matik – dodatkowy wokal
- Loto Ball – dodatkowy wokal
- Johnny NoMoniker – dodatkowy wokal
- Ali G. North – dodatkowy wokal, producent
- Lady Monster – dodatkowy wokal
- Jesse Luscious – dodatkowy wokal
- Marshall Lawless – producent
- Toshi Kasai – dźwiękowiec, mixing
- Matt Kelley – dźwiękowiec
- Drew Fischer – dźwiękowiec